# Ніл Брод
Ніл Брод (англ. Neil Broad) — колишній південноафриканський та британський тенісист, що спеціалізувався переважно на парній грі, олімпійський медаліст. Найвищу одиночну позицію світового рейтингу — 84 місце досяг 8 травня 1989, парну — 9 місце — 9 квітня 1990 року. Здобув 7 парних титулів. Найвищим досягненням на турнірах Великого шолома був півфінал в парному розряді.
Срібну олімпійську медаль Брод виборов на Олімпіаді 1996 року, що проходила в Атланті, у парних змаганнях, представляючи Велику Британію й граючи з Тімом Генманом. У фіналі британська пара поступився австралійській.
Завершив кар'єру 2000 року.

## Значні фінали

### Олімпіади

#### Парний розряд: 1 (0–1)
| Результат | Рік  | Турнір  | Покриття | Партнер    | Суперники                  | Рахунок       |
| --------- | ---- | ------- | -------- | ---------- | -------------------------- | ------------- |
| Срібло    | 1996 | Атланта | Тверде   | Тім Генман | Тодд Вудбрідж Марк Вудфорд | 4–6, 4–6, 2–6 |

## Фінали за кар'єру

### Парний розряд (7–17)
| Легенда                |
| Великий шлем (0)       |
| Tennis Masters Cup (0) |
| Олімпійські Ігри (0)   |
| Серія Мастерс ATP (0)  |
| Серія турнірів ATP (0) |
| Гран-прі / Тур ATP (7) |

| Результат | Ранг | Дата     | Турнір                                          | Покриття   | Партнер         | Суперники                           | Рахунок       |
| --------- | ---- | -------- | ----------------------------------------------- | ---------- | --------------- | ----------------------------------- | ------------- |
| Перемога  | 1.   | Січ 1989 | Аделаїда, Австралія                             | Тверде     | Стефан Крюґер   | Марк Кратцманн Гленн Леєндекер      | 6–2, 7–6      |
| Поразка   | 1.   | Лип 1989 | Ньюпорт, США                                    | Трава      | Стефан Крюґер   | Патрік Гелбрайт Браян Герроу        | 6–2, 5–7, 3–6 |
| Перемога  | 2.   | Лип 1989 | Washington Open, США                            | Тверде     | Гері Мюллер     | Джим Грабб Патрік Макінрой          | 6–7, 7–6, 6–4 |
| Поразка   | 2.   | Лют 1990 | Toronto Indoor, Канада                          | Килим (i)  | Кевін Каррен    | Патрік Гелбрайт Девід Макферсон     | 6–2, 4–6, 3–6 |
| Поразка   | 3.   | Сер 1990 | Мастерс Цинциннаті, США                         | Тверде     | Гері Мюллер     | Даррен Кейгілл Марк Кратцманн       | 6–7, 2–6      |
| Поразка   | 4.   | Вер 1990 | Базель, Швейцарія                               | Тверде (i) | Гері Мюллер     | Стефан Крюґер Хрісто ван Ренсбург   | 6–4, 6–7, 3–6 |
| Перемога  | 3.   | Жов 1990 | Тулуза, Франція                                 | Тверде     | Гері Мюллер     | Мікаель Мортенсен Міхіл Схаперс     | 7–6, 6–4      |
| Перемога  | 4.   | Лют 1992 | Мілан, Італія                                   | Килим (i)  | Девід Макферсон | Серхіо Касаль Еміліо Санчес Вікаріо | 5–7, 7–5, 6–4 |
| Поразка   | 5.   | Жов 1992 | Ліон, Франція                                   | Килим (i)  | Стефан Крюґер   | Якоб Гласек Марк Россе              | 1–6, 3–6      |
| Поразка   | 6.   | Кві 1993 | Сеул, Південна Корея                            | Тверде     | Гері Мюллер     | Ян Апелль Петер Нюборґ              | 7–5, 6–7, 2–6 |
| Поразка   | 7.   | Чер 1993 | Лондон/Queen's Club, Велика Британія            | Трава      | Гері Мюллер     | Тодд Вудбрідж Марк Вудфорд          | 7–6, 3–6, 4–6 |
| Поразка   | 8.   | Чер 1994 | Флоренція, Італія                               | Ґрунт      | Грег Ван Ембург | Джон Айрленд (тенісист) Кенні Торн  | 6–7, 3–6      |
| Перемога  | 5.   | Сер 1994 | Сан-Марино                                      | Ґрунт      | Грег Ван Ембург | Хорді Арресе Ренцо Фурлан           | 6–4, 7–6      |
| Поразка   | 9.   | Жов 1994 | Палермо, Італія                                 | Ґрунт      | Грег Ван Ембург | Том Кемперс Джек Вейт               | 6–7, 4–6      |
| Поразка   | 10.  | Лип 1995 | Амстердам, Нідерланди                           | Ґрунт      | Вейн Артурс     | Марсело Ріос Шенг Схалкен           | 6–7, 2–6      |
| Поразка   | 11.  | Кві 1996 | Барселона, Іспанія                              | Ґрунт      | Піт Норвал      | Луїс Лобо Хав'єр Санчес             | 1–6, 3–6      |
| Поразка   | 12.  | Чер 1996 | Nottingham Open, Велика Британія                | Трава      | Піт Норвал      | Марк Петчі Денні Сепсфорд           | 7–6, 6–7, 4–6 |
| Поразка   | 13.  | Лип 1996 | Теніс на літніх Олімпійських іграх 1996, США    | Тверде     | Тім Генман      | Тодд Вудбрідж Марк Вудфорд          | 4–6, 4–6, 2–6 |
| Поразка   | 14.  | Жов 1996 | Ліон, Франція                                   | Килим (i)  | Піт Норвал      | Джим Грабб Річі Ренеберг            | 2–6, 1–6      |
| Поразка   | 15.  | Тра 1997 | Гамбург, Німеччина                              | Ґрунт      | Піт Норвал      | Луїс Лобо Хав'єр Санчес             | 3–6, 6–7      |
| Поразка   | 16.  | Бер 1998 | Роттердам, Нідерланди                           | Килим      | Піт Норвал      | Якко Елтінг Паул Гаргейс            | 6–7, 3–6      |
| Перемога  | 6.   | Сер 1998 | Відкритий чемпіонат Хорватії з тенісу, Хорватія | Ґрунт      | Піт Норвал      | Їржі Новак (тенісист) Давід Рікл    | 6–1, 3–6, 6–3 |
| Перемога  | 7.   | Вер 1998 | Борнмут, Велика Британія                        | Ґрунт      | Кевін Ульєтт    | Вейн Артурс Альберто Берасатегі     | 7–6, 6–3      |
| Поразка   | 17.  | Лют 1999 | Роттердам, Нідерланди                           | Килим      | Петер Трамаккі  | Девід Адамс Джон-Лаффньє де Ягер    | 7–6, 3–6, 4–6 |